# یهودا بن نسیم الملکا
یهودا بن نسیم الملکا (به عبری יהודה בן ניסים אבן מלכה) نویسنده و فیلسوف یهودی اهل مراکش در قرن ۱۳ بود. کار اصلی او انس الغریب نام دارد که اشاره به دور افتادن انسان از اصل قدسی‌اش دارد. آثار دیگر او شرح اسفار پنجاه و یک‌گانه رابی ایلعازر (پیرکه درابی ایلعازر פרקי דרבי אליעזר, or פרקים דרבי אליעזר) است در زمان زنده بودن وی به دست اسحاق پسر اسماعیل عکایی (יצחק בן שמואל דמן עכו) به عبری ترجمه شد، و نیز کتاب ارزشمند تفسیر الصلوات، به علاوه رساله ای در باب نوافل و زیارات و نیز طالع بینی که احتمالاً نام آن کتاب المفتاح بوده‌است. او ظاهراً در شهر فاس زندگی می‌کرده و بیشتر نوشته‌هایش به عربی و عبری است. جرج ویده می‌گوید اندیشه فلسفی او یادآور اصول نو افلاطونی‌گری بر اساس روایت اسماعیلیان است. او می‌گوید دین بسیار فراتر از امر مرئی است. اکثر مؤمنان باید از قوانین مذهب با روایت اخباری و مشی ظاهری پیروی کنند ولی نقش فلاسفه این است که درک عمیقی از کتاب مقدس داشته باشند. برخی از نوشته‌های وی تا به امروز باقی مانده‌است.
مطالعه آیین قبالا را ابتدا عده کوچکی در جنوب فرانسه در سده دوازدهم آغاز کردند و سپس یهودیان اسپانیا و سپس یهودیان آلمان در سده بعدی آن را آغاز کردند. شاید بتوان گفت یهودا بن نسیم نخستین کسی بود که از شمال آفریقا رو به مطالعه قبالا آورد و نخستین مؤمن به قبالا بود که از کف بینی در آن استفاده کرد و بر متخصصان قبالای بعدی اثر گذاشت.